# コンポントム州
コンポントム州（コンポントムしゅう、クメール語：កំពង់ធំ）は、カンボジアの州である。北西にシェムリアップ州、北にプリアヴィヒア州、北東にストゥントレン州、東にクラチエ州、南にコンポンチャム州とコンポンチュナン州、西にトンレサップ湖と接している。州都は、ストゥンセン川のほとりにある人口約3万人のストゥンセン市である。
コンポントム州はカンボジアで2番目に大きな州であり、2017年7月に世界遺産となったサンボー・プレイ・クック遺跡やプラサート・アンデット寺院など、数多くの重要なプレ・アンコール遺跡がある。トンレサップ湖に接する9つの州の1つであるコンポントム州は、トンレサップ生物圏保護区の一部である。

## 行政区画
コンポントム州は、7つの郡と1つの市に分かれている。
| ISOコード | 都市名                 | 英語                     | クメール語   |
| --------- | ---------------------- | ------------------------ | ------------ |
| 06-01     | バライ郡               | Baray                    | ស្រុកបារាយណ៍      |
| 06-02     | コンポン・スヴァイ郡   | Kampong Svay             | ស្រុកកំពង់ស្វាយ    |
| 06-03     | ストゥンセン市         | Steung Saen Municipality | ក្រុងស្ទឹងសែន     |
| 06-04     | プラサット・バラン郡   | Prasat Balangk           | ស្រុកប្រាសាទបល្ល័ង្ក |
| 06-05     | プラサット・サンボー郡 | Prasat Sambour           | ស្រុកប្រាសាទសំបូរ   |
| 06-06     | サンダン郡             | Sandan                   | ស្រុកសណ្ដាន់      |
| 06-07     | サンタック郡           | Santuk                   | ស្រុកសន្ទុក      |
| 06-08     | ストゥン郡             | Stoung                   | ស្រុកស្ទោង       |

## 歴史
コンポントムは、扶南国の時代にはコンポントムが、真臘の時代にはイーシャーナプラ（現サンボー・プレイ・クック）が王都になった。